# Hyalella montezuma
Hyalella montezuma is een vlokreeftensoort uit de familie van de Hyalellidae. De wetenschappelijke naam van de soort is voor het eerst geldig gepubliceerd in 1977 door Cole & Watkins.